# 杜斯勒 (明尼蘇達州)
杜斯勒（英語：Duesler）是位於美國明尼蘇達州卡爾頓縣布萊克胡夫鎮區的一個非建制地區。

## 地理
杜斯勒所處的海拔為高於海平面309米（即1014英呎），而該地所採用的時區為UTC-6，即北美中部時區（CST）。同時該地設有夏令時間，為UTC-6調快一小時，即UTC-5（CDT）。